# Fulgencio Yegros

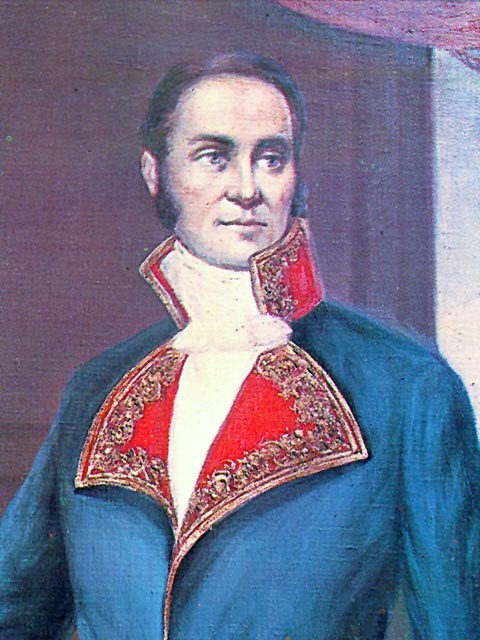
Fulgencio Yegros

Fulgencio Yegros y Franco de Torres (* 1780 in Quyquyhó; † 17. Juli 1821 in Asunción) war der erste Präsident Paraguays vom 19. Juni 1811 bis 12. Oktober 1813 sowie vom 12. Februar 1814 bis 12. Juni 1814.

## Leben
Yegros stammte aus einer Familie mit langer militärischer Tradition, die seit der Zeit der ersten Konquistadoren zu der führenden Klasse des Landes gehörte, und verfolgte selbst eine militärische Laufbahn. Er studierte in Asunción und ging danach zur Armee. Seine ersten Kampferfahrungen sammelte er 1802 gegen die Portugiesen. 1807 war er Angehöriger der paraguayischen Einheit, die Buenos Aires und Montevideo während der Britischen Invasionen am Río de la Plata verteidigte. 1810 wurde er Hauptmann und wurde als Gouverneur von Misiones eingesetzt. Er kommandierte die Truppen, die 1810 die Paraguay-Expedition von Manuel Belgrano besiegten.
Yegros und Pedro Juan Caballero waren die militärischen Führer der Revolution am 14. Mai 1811, die zur Unabhängigkeit Paraguays führte. Er wurde zunächst Präsident der Junta Superior Gubernativa. Dann wurden Yegros und José Gaspar Rodríguez de Francia gemeinsam Konsule der Republik nach dem Vorbild der französischen Revolution. Er gründete die erste Militärakademie im unabhängigen Paraguay.
Yegros war mehr Soldat als Politiker und wurde als Konsul von Francia immer mehr in den Hintergrund gedrängt. Nach seiner zweiten Amtszeit wurde Francia alleiniger Herrscher und Yegros zog sich aus dem öffentlichen Leben auf seinen Grundbesitz zurück.
1820 beteiligte sich Yegros an einem Aufstand gegen Francia. Nach der Niederschlagung des Aufstandes wurde Yegros inhaftiert und am 17. Juli 1821 hingerichtet.